# Art Buchwald
Art Buchwald (eredetileg: Arthur Buchwald; New York, 1925. október 20. – Washington, 2007. január 17.) Pulitzer-díjas amerikai író, újságíró, publicista, „a politikai humor nagy öregje”.

## Élete
A monarchiából származó zsidó családban született New York-ban, apja, Joseph Buchwald függönygyártó volt. A nagy gazdasági világválság idején szülei intézetbe adták, ahonnan nevelőszülőkhöz került, s csak később tudott a család ismét egyesülni. 17 éves korában eljött otthonról, a középiskolát is otthagyva hamis gyámigazolással csatlakozott a tengerészgyalogsághoz, ahol 1945-ig szolgált és őrmesterként szerelt le.
Beiratkozott a Dél-kaliforniai Egyetem (USC) kommunikáció és újságírás szakára. Az egyetemet nem végezte el, mert kiderült, hogy nincs érettségije. Ugyan maradhatott volna amolyan külső hallgatói státuszban, ő mégis hátat fordított a felsőoktatásnak, késői elégtétel volt, hogy évtizedekkel később az USC-n díszdoktorrá avatták. 1949-ben Párizsba utazott, ahol előbb a Variety magazint tudósította, majd a New York Herald Tribune európai kiadásának szerkesztőségéhez csatlakozott, ahol különleges hangulatú, Párizs éjszakai életéről szóló írásaira egy hasábot kapott. Ennek az időszaknak az egyik legismertebb írása az volt, amikor a franciáknak próbálta elmagyarázni az amerikai hálaadás ünnepét. Párizsban találkozott későbbi feleségével, a divattervező Ann McGarryvel is.
1962-ben költöztek vissza az Egyesült Államokba, Washingtonba. Itt kezdett írni a The Washington Postba, ahol saját rovata lett. Humoros, szatirikus írásait emellett több lapnak is beküldte, amik igen népszerűek voltak: fénykorában volt, hogy 550 lapban jelentek meg írásai. Írásaiban jellemzően valamilyen teljesen hétköznapi, egyszerű jelenség alapján hívta fel a figyelmet az amerikai közélet, gazdaság vagy éppen a külpolitika visszásságaira. Kíméletlenül – kíméletlen humorral – támadta a vietnámi háborút és a kormányt. Humoros támadásai miatt egyes kormányok nem szerették, amikor azonban Richard Nixon emberei összeállították az elnök ellenségeinek listáját, ő nem volt rajta Emiatt felháborodottan tiltakozott, mondván: nála nagyobb ellensége nincs is Nixonnak. Utóbb kiderült: a Nixon-adminisztráció nagyon is számontartotta, ugyanis rajta volt a Nemzetbiztonsági Ügynökség által megfigyeltek listáján.
A Pulitzer-díjat 1982-ben a Los Angeles Times tárcaírójaként kommentárjaiért kapta. Bár ő alapvetően publicista volt, aki a szatíra eszközével dolgozott, az esetet úgy kommentálták: az amerikai sajtó történetében először fordul elő, hogy Pulitzer díjat kap egy humorista
Buchwald számos film forgatókönyvírója volt, és talán még több meg nem valósult ötlete volt a filmipar számára. Emlékezetes esete volt a Paramount Pictures-szel folyt vitája. Az Eddie Murphy főszereplésével 1988-ban készült Amerikába jöttem c. vígjátékról Murphy úgy nyilatkozott, hogy a saját ötlete alapján készült, Buchwald azonban emlékeztette a filmstúdiót, hogy a sztorira kísértetiesen emlékeztető ötletét ő már 1982-ben átadta nekik. A vita a bíróságon folytatódott ami Buchwaldnak adott igazat, a Paramount pedig 900 ezer dollárt fizetett, hogy elejét vegye egy precedensértékű ítéletnek.
Egészségi állapota folyamatosan romlott, veseelégtelenségtől szenvedett, bal lábát 2006-ban térd alatt amputálták, felhagyott a dialízissel, és elvonult, hogy meghaljon. Elbúcsúzott családjától és barátaitól, ám ekkor veséje ismét elkezdett rendesen működni, ezért újra írni kezdett. Ebben az időben kezdték úgy emlegetni a hospice otthonban, hogy "a pasas, aki nem hal meg". 2007 elején azonban mégis legyűrte rosszul működő veséje, családja körében, Washingtonban hunyt el.

## Könyvei
- Paris After Dark (Imprimerie du Centre 1950. Also Published by Herald Tribune, European Ed., S. A., 1953)
- Art Buchwald's Paris (Lion Library, 1956)
- I Chose Caviar (Victor Gollancz, 1957)
- The Brave Coward (Harper, 1957)
- More Caviar (Victor Gollancz, 1958)
- A Gift from the Boys (Harper, 1958)
- Don't Forget to Write (World Pub. Co., 1960)
- Come with Me Home: Complete Novel Also by Gladys Hasty Carroll and Jerrard Tickell (Doubleday, 1960)
- How Much is that in Dollars? (World Pub. Co., 1961)
- Is it Safe to Drink the Water? (PBK Crest Books, 1963)
- I Chose Capitol Punishment (World Pub. Co., 1963)
- ... and Then I Told the President: The Secret Papers of Art Buchwald (Weidenfeld & Nicolson, 1965)
- Son of the Great Society (Putnam, 1966)
- Have I Ever Lied to You? (Putnam, 1968)
- The Establishment is Alive and Well in Washington (Putnam, 1969)
- Counting Sheep; The Log and the Complete Play: Sheep on the Runway. (Putnam, 1970)
- Oh, to be a Swinger (Vintage, 1970)
- Getting High in Government Circles (Putnam, 1971)
- I Never Danced at the White House (Putnam, 1973)
- "I Am Not a Crook" (Putnam, 1974)
- The Bollo Caper: A Fable for Children of All Ages (Doubleday, 1974)
- Irving's Delight: At Last! a Cat Story for the Whole Family! (McKay, 1975)
- Washington Is Leaking (Putnam, 1976)
- Down the Seine and Up the Potomac (Putnam, 1977)
- Best cartoons of the world Miller Collection (Brown University)(Atlas World Press Review, 1978)
- Art Buchwald by Leonard Probst Transcript of an interview conducted by Leonard Probst, March 31, and April 1, 1978.(American Jewish Committee, Oral History Library, 1978)
- The Buchwald Stops Here (Putnam, 1979)
- Seems Like Yesterday Ann Buchwald interrupted by Art Buchwald (Putnam, 1980)
- Laid Back in Washington (Putnam, 1981)
- While Reagan Slept (Putnam, 1983)
- You Ask, Buchwald Answers (Listen & Learn U.S.A.!, 1983)
- The Official Bank-Haters' Handbook also by Joel D. Joseph (Natl Pr Books, 1984)
- "You Can Fool All of the People All the Time" (Putnam, 1985)
- I Think I Don’t Remember (Putnam, 1987)
- Whose Rose Garden Is It Anyway? (Putnam, 1989)
- Lighten Up, George (Putnam, 1991)
- Leaving Home: A Memoir (Putnam, 1994)
- I'll Always Have Paris: A Memoir (Putnam, 1995)
- Stella in Heaven: Almost a Novel (Putnam, 2000)
- We'll Laugh Again (Putnam, 2002)
- Beating Around the Bush (Seven Stories, 2005)

### Önéletrajz
- Too Soon to Say Goodbye (Bantam Books 2006) ISBN 1-58836-574-3

## Magyar nyelven
Írásaiból magyar nyelven egy válogatás jelent meg 1969-ben:
- Zemululuban minden csendes; vál., ford. Vajda Gábor, ill. Komádi István; Kossuth Kiadó, Budapest, 1969, 288 oldal